# RM (rapper)
Kim Nam-joon (hangul: 김남준; Seul, 12 de setembro de 1994), conhecido profissionalmente como RM (anteriormente Rap Monster (hangul: 랩 몬스터)), é um rapper, cantor, compositor e produtor musical sul-coreano. Ele é o líder do do grupo sul-coreano BTS, sob a Big Hit Entertainment. Nascido em Seul e criado em Ilsan, RM iniciou sua carreira musical no cenário underground do hip hop sul-coreano ainda adolescente, se apresentando sob o nome Runch Randa. Ele se juntou à Big Hit em 2010 e estreou como integrante do BTS em junho de 2013.
RM lançou sua primeira mixtape solo autointitulada em 2015, seguida de sua segunda mixtape, Mono, em 2018. Esta se tornou, à época, o projeto sul-coreano com a maior posição alcançada na história da tabela de álbuns nos Estados Unidos, ao alcançar a 26ª posição da Billboard 200. RM fez sua estreia solo oficial em 2022 como o lançamento de seu primeiro álbum de estúdio, Indigo, que contou com colaborações de Erykah Badu e Anderson .Paak. O álbum atingiu a terceira posição da Billboard 200, tornando-se o primeiro álbum de um solista coreano na história a entrar no top cinco da tabela. Ele também colaborou com artistas como Wale, Younha, Warren G, Gaeko, Krizz Kaliko, MFBTY, Fall Out Boy, Primary, Megan Thee Stallion e Lil Nas X.

## Vida inicial e educação
Kim Nam-joon nasceu em 12 de setembro de 1994, em Sangdo-dong, Dongjak District, Seul, Coreia do Sul, e cresceu em Ilsan District, Goyang, para onde sua família se mudou quando ele tinha aproximadamente cinco anos de idade. Ele tem uma irmã mais nova e faz parte do clã Gangneung Kim. Quando criança, RM aprendeu inglês majoritariamente por assistir a sitcom norte-americana Friends com sua mãe. Enquanto estudava, ele escrevia poesias e constantemente recebia prêmios por seus escritos. Ele postou seu trabalho em um site de poesia online por cerca de um ano, onde recebeu atenção moderada. Como resultado, RM manifestou interesse em seguir a carreira literária, mas posteriormente decidiu não fazê-la. Aos doze anos, estudou na Nova Zelândia por quatro meses.
Aos onze anos, na quinta série, RM tornou-se interessado pelo hip-hop após escutar "Fly" de Epik High. Achando que a canção lhe proporcionava conforto, ele decidiu se aprofundar no gênero. Ele foi apresentado à música do rapper americano Eminem por seu professor, o que primeiro despertou o interesse de RM pelo lirismo. Ele imprimia as letras que considerava "legais" e as compartilhava com os amigos. RM começou a escrever músicas naquela época, afirmando que sua poesia se transformava em letra quando combinada com música. Em 2007, ainda no primeiro ano do ensino médio, começou a fazer rap em círculos locais de hip-hop amador, criando sua primeira gravação de sua autoria com o programa Adobe Audition (então chamado Cool Edit) e posteriormente participando de seu primeiro show em 2008. RM tornou-se mais ativo no cenário underground do hip-hop coreano sob o nome artístico Runch Randa, lançado várias faixas e colaborações com outros rappers underground como Zico.
Como estudante, RM teve um QI de 148 e classificou-se no top 1% da população sul-coreana com as melhores notas no vestibular do país, em provas sobre linguagem, matemática, língua estrangeira e estudos sociais. Tendo em vista que seus pais se opuseram fortemente ao seu interesse em uma carreira musical devido às suas conquistas acadêmicas, RM decidiu inicialmente deixar a música de lado para se concentrar em seus estudos. Ele finalmente convenceu sua mãe a permitir que ele fosse um rapper, perguntando se "ela queria ter um filho que fosse um rapper do topo das paradas ou um aluno de 5000ª colocação".[carece de fontes?]
Em março de 2019, depois de se formar em Radiodifusão e Entretenimento pela Global Cyber University, RM matriculou-se no programa de mestrado em Administração de Empresas em Publicidade e Mídia da Hanyang Cyber University.

## Nome
RM escolheu o nome "Rap Monster" (trad: "Monstro do Rap") durante seu tempo como trainee. Embora seja comumente incompreendido que o nome significa que ele "faz rap como um monstro", na verdade deriva da letra de uma música que ele escreveu, inspirada no "Rap Genius" de San E. A letra continha um segmento onde San E declara que ele deveria ser chamado de "monstro do rap", por ele fazer "rap sem parar". Ele adotou o nome artístico porque sentiu que era "legal". RM descreveu a si mesmo como tendo uma relação de amor e ódio com o nome, sentindo que não foi selecionado por ser de "valor incrível" para ele.
Ele formalmente mudou seu nome artístico para "RM" em novembro de 2017, ao determinar que "Rap Monster" não representava mais quem ele era ou a música que criava. Em uma entrevista ao Entertainment Tonight, RM afirmou que "[o nome] pode simbolizar muitas coisas. Poderia ter mais espectros para ele". "Real Me" (trad: "Eu Verdadeiro") foi fornecido como um possível significado atual.

## Carreira

### 2010–2013: Juntando-se à Big Hit Entertainment e estreia com BTS
Em 2009, RM fez uma audição para a Big Deal Records, passando na primeira rodada junto com Samuel Seo, mas falhando na segunda rodada por esquecer as letras. No entanto, após a audição, o rapper Sleepy trocou informações de contato com RM, a quem ele mencionou mais tarde ao produtor da Big Hit Entertainment, Pdogg.[carece de fontes?] Em 2010, Sleepy contatou RM, encorajando-o a fazer um teste para o CEO da Big Hit Entertainment, Bang Si-hyuk. Bang ofereceu a RM, então com 16 anos, uma vaga na gravadora, que ele aceitou imediatamente e sem o conhecimento de seus pais. Bang e Pdogg logo começaram a formar um grupo de hip hop que eventualmente se tornaria o grupo BTS.
RM treinou por três anos com o colega rapper Min Yoon-gi e o dançarino Jung Ho-seok, mais tarde conhecidos como Suga e J-Hope, respectivamente. Durante este período de trainee de três anos, RM se apresentou em cinco faixas de pré-estreia creditadas ao BTS em 2010 e 2011. Ele também trabalhou como compositor para o grupo feminino Glam e ajudou a escrever seu single de estreia "Party (XXO)", uma música pró-LGBTQ+ que foi elogiada pela Billboard como "uma das canções mais inovadoras de um grupo feminino de K-pop na última década". Em 13 de junho de 2013, RM fez sua estreia com o BTS e desde então produziu e escreveu letras para muitas faixas de seus álbuns. Em 29 de agosto de 2013, RM tocou a faixa de introdução para o primeiro EP do grupo, O!RUL8,2?, que foi lançado como um trailer antes do lançamento do EP em 11 de setembro, marcando seu primeiro solo após a estreia.[carece de fontes?]

### 2014–2016: Primeiras colaborações solo,RM, eProblematic Men
Em 5 de agosto de 2014, a Big Hit Entertainment lançou um trailer do primeiro álbum de estúdio do BTS, Dark & Wild, que estava programado para ser lançado em 20 de agosto. A faixa de rap, oficialmente creditada ao BTS como "Intro: What Am I to You?", foi um solo executado por RM. Através do reality show American Hustle Life, que foi usado para produzir Dark & Wild, RM formou uma relação de trabalho com Warren G, que se ofereceu para escrever uma batida para o BTS. Em entrevista à revista coreana Hip Hop Playa, Warren G afirmou que fez amizade com o BTS por meio do programa e manteve contato com a banda depois que eles voltaram para a Coreia do Sul. Em 4 de março de 2015, RM lançou um single com Warren G intitulado "P.D.D (Please Don't Die)" antes de sua primeira mixtape solo, seguindo uma oferta de Warren G para colaborar. A faixa refletia como RM se sentia em relação àqueles que o odiavam e criticavam na época, o que ele costumava achar muito perturbador. Nesse mesmo mês de março, RM colaborou com o grupo de hip hop MFBTY, EE e Dino J na música "Bucku Bucku". Ele participou do videoclipe da música e também teve uma participação especial em um videoclipe de outra música do MFBTY, "Bang Diggy Bang Bang". RM primeiro formou uma relação de trabalho duradoura com o membro do MFBTY, Tiger JK, depois de conhecê-lo e expressar admiração por ele em um programa de TV em 2013, quando Tiger JK estava promovendo sua música "The Cure".
Em 31 de dezembro de 2014, BTS realizou uma performance de introdução na MBC Gayo Daejejeon, que contou com o rapper norte-americano Krizz Kaliko com a música "Spaz". Krizz Kaliko e RM mais tarde produziram a canção: "Rush".
RM foi escalado como regular no programa de variedades sul-coreano Problematic Men, onde os membros do elenco receberam uma variedade de quebra-cabeças e problemas para resolver e trabalhar discutindo seus próprios pensamentos e experiências. O programa começou a ser exibido em 26 de fevereiro de 2015; no entanto, RM deixou o show após 22 episódios devido à turnê The Red Bullet Tour, de 2015, do BTS.
Em 17 de março de 2015, RM lançou sua primeira mixtape solo, RM, que ficou em 48º lugar na lista dos "50 Melhores Álbuns de Hip Hop de 2015" da revista Spin.[carece de fontes?] A mixtape abordou uma variedade de tópicos, como o passado de RM na faixa "Voice" e a ideia de que "você é você e eu sou eu" na faixa "Do You". O processo de produção da mixtape durou cerca de quatro ou cinco meses, com RM trabalhando nela entre as atividades do BTS. No ano seguinte, RM lembrou que havia escrito amplamente sobre as emoções negativas que carregava, como raiva e raiva, mas afirmou que as canções não estão "100% sob [sua] soberania" e que ele sentiu muitas partes do mixtape eram "imaturas". Ele também acrescentou que esperava que sua próxima mixtape fosse algo em que ele trabalhasse sozinho. Após o lançamento de RM, ele apareceu junto com Kwon Jin-ah na canção "U" de Primary em abril. Em agosto, RM colaborou com a trilha sonora de Quarteto Fantástico da Marvel na Coréia, lançando o single digital "Fantastic" com Mandy Ventrice através do Melon, Genie, Naver Music e outras plataformas musicais. Em agosto de 2016, a dupla vocal Homme lançou um single intitulado "Dilemma", que foi co-produzido por RM e Bang Si-hyuk.

### 2017–2021:Monoe mais colaborações
Em março de 2017, RM colaborou com o rapper norte-americano Wale em uma faixa especial chamada "Change", lançada através de download digital gratuito junto com um videoclipe filmado duas semanas antes do lançamento da faixa. A dupla formou um relacionamento pela primeira vez no Twitter, com Wale entrando em contato com RM em 2016, depois de ver o cover de RM de sua faixa "Illest Bitch". RM decidiu sobre o tema "Change", dizendo que embora os dois rappers fossem extremamente diferentes, sua semelhança residia no fato de que tanto a América quanto a Coreia do Sul tinham suas situações políticas e sociais e que ambos queriam que o mundo mudasse para o melhor. Um mês depois, RM apareceu na faixa "Gajah" com Gaeko do Dynamic Duo. Em dezembro, RM colaborou em um remix da música "Champion" do Fall Out Boy. A faixa alcançou o número 18 na parada Bubbling Under Hot 100 Singles da Billboard e ajudou RM a alcançar o número 46 na tabela Emerging Artists Chart na semana de 8 de janeiro de 2018. Em 27 de dezembro, RM fez história como o primeiro artista de K-pop a entrar na parada Rock Digital Songs, ficando em segundo lugar.

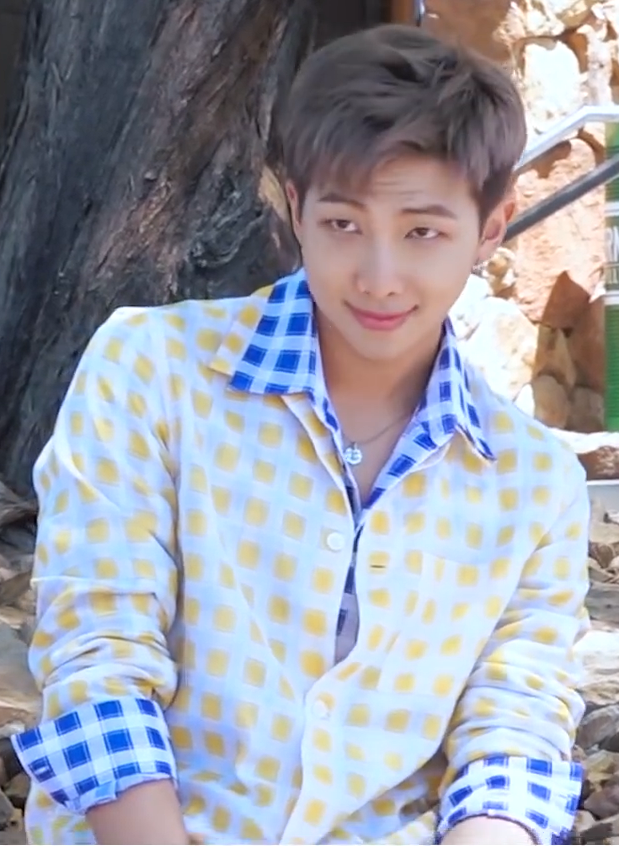
RM em uma sessão de fotos para a revista Dispatch em Las Vegas, EUA.(maio de 2019)

RM lançou sua segunda mixtape, Mono, que ele chamou de "playlist", em 23 de outubro de 2018. Ele se tornou o primeiro artista coreano a ocupar o primeiro lugar no Emerging Artists Chart nos Estados Unidos com seu lançamento. A mixtape foi bem recebida pelos críticos, que elogiaram RM por revelar "suas profundas inseguranças em canções como 'Tokyo' e 'Seoul'". A faixa "Seoul" foi produzida pela dupla britânica de electropop Honne, que descobriu RM depois de vê-lo recomendar sua música no Twitter e eventualmente o conheceu em Seul após um de seus shows. Em novembro, RM também colaborou com Tiger JK em seu último álbum, apresentando na faixa "Timeless". Tiger JK originalmente esperava que as letras de RM contivessem autoelogios, que era a tendência do rap na época; Em vez disso, RM escreveu letras sobre deixar para trás o significado histórico do nome Drunken Tiger.
Em 25 de março de 2019, Honne anunciou que RM participaria de seu remake de "Crying Over You" ao lado do cantor BEKA, que foi lançado em 27 de março. Honne lançou originalmente "Crying Over You" com BEKA em 2018. A música foi originalmente programada para ser lançada em janeiro de 2019, mas foi adiada devido a "circunstâncias imprevistas". A cantora chinesa Bibi Zhou foi adicionada ao lançamento chinês, aparecendo com RM e substituindo BEKA. No mesmo dia, a Big Hit Entertainment lançou a música "Persona" como um trailer do EP Map of the Soul: Persona do BTS, apresentada como um solo de RM. Persona estreou no número 17 no YouTube Song Chart da Billboard. Três meses depois, em 24 de julho de 2019, RM participou do quarto remix oficial de "Old Town Road" de Lil Nas X, intitulado "Seoul Town Road", no qual ele "infundiu seu verso em inglês com um sotaque sulista surpreendentemente bom". Em 29 de dezembro, foi anunciado que RM participaria da faixa "Winter Flower" de Younha, lançada em 6 de janeiro de 2020. RM também participou de "Don't", o single principal do segundo álbum solo do cantor coreano eAeon, lançado em 30 de abril de 2021.

### 2022–presente: Estreia solo
Durante as comemorações do nono aniversário do BTS, em junho de 2022, RM mencionou que precisava de tempo para pensar sobre sua direção como membro do BTS e como indivíduo. Após um anúncio de que o grupo dedicaria mais atenção aos empreendimentos individuais no futuro—os membros fizeram uma pausa prolongada na maioria das atividades do grupo logo depois—ele participou do single "Sexy Nukim" do grupo Balming Tiger em setembro, e lançou seu álbum de estreia solo, Indigo, em 2 de dezembro. Liderado pelo single "Wild Flower", o álbum foi aclamado pela crítica e atingiu a terceira posição da Billboard 200, fazendo de RM, à época, o solista coreano com a maior posição alcançada na história da tabela.
RM viajou para a Espanha em busca de inspiração para um segundo álbum solo em 2023. Enquanto estava lá, em entrevista à EFE—publicada em março—ele refletiu sobre a busca por sua própria identidade, depois de ter seguido os ditames das tendências do K-pop nos últimos 10 anos como parte do BTS, revelando ainda que iria "não assumirá nenhum projeto num futuro próximo" devido à aproximação de seu serviço militar obrigatório. RM apareceu como coloborador no single "Smoke Sprite" de Soyoon, vocalista principal e guitarrista da banda de indie rock coreana Se So Neon, lançado em 14 de março. No final daquele mês, ele foi anunciado como o primeira celebridade embaixadora da marca Bottega Veneta, por meio de uma postagem no Instagram do Diretor Criativo Matthieu Blazy que apresentou RM na campanha Primavera/Verão 2023 da marca. Em maio, ele participou do single "Don't Ever Say Love Me" de Colde.
Em abril de 2024, o segundo álbum de estúdio de RM, Right Place, Wrong Person, foi anunciado pela Big Hit, com lançamento previsto para 24 de maio de 2024; será seu primeiro projeto a ser lançado pós-alistamento.

## Arte e impacto
RM é um barítono. Em 2017, a revista americana de hip-hop XXL lançou uma lista intitulada "10 rappers coreanos que você deve conhecer", que incluía RM. O escritor Peter A. Berry promete que "Rap Monster raramente falha em fazer jus ao seu nome." Ele descreve a jovem estrela como "um dos rappers mais hábeis da região, capaz de mudar os fluxos sem esforço enquanto desliza por uma variedade de instrumentais diversos".
Crystal Tai do South China Morning Post afirmou que RM recebeu muitos elogios por seu fluxo natural e letras e que ele tem um pouco de "My Beautiful Dark Twisted Fantasy misturada com Earl Sweatshirt e Chance the Rapper" nele.
Em janeiro de 2020, junto com o colega BTS J-Hope, RM foi promovido de associado a membro pleno da Korea Music Copyright Association, juntando-se ao colega de banda Suga que havia sido oficialmente reconhecido como membro titular em 2018.
Em uma pesquisa realizada pela Gallup Coreia, RM foi classificado como o 12º ídolo mais preferido do ano em 2018. Em 2019, ele foi classificado como 11º. Em 2018, ele foi premiado com a Ordem do Mérito Cultural Hwagwan de quinta classe pelo Presidente da Coreia do Sul, juntamente com os outros membros do BTS, por suas contribuições para a cultura coreana.
Em 1º de junho de 2023, RM foi nomeado Embaixador de Relações Públicas da Equipe de Escavação e Investigação de Restos da Agência de Defesa Nacional do Ministério da Defesa Nacional da Coreia do Sul. O objetivo da equipe é encontrar e identificar restos mortais de veteranos de guerra da Guerra da Coreia.

## Vida pessoal
RM foi submetido a septoplastia por desvio de septo nasal em 2018 e retirou-se temporariamente das atividades da banda enquanto se recuperava da operação.
Desde 2018, RM mora em Hannam-dong, Seul, Coreia do Sul, com seus companheiros de grupo. Em novembro de 2019, ele comprou uma propriedade no distrito de Yongsan, em Seul, por ₩4.9 bilhões (US$ 4.2 milhões), em seguida, vendeu-a no ano seguinte por ₩5.8 bilhões (US$4.91 milhões).[carece de fontes?] Posteriormente, ele comprou outra casa em Hannam-dong no valor de US$5.7 milhões.

### Filantropia
Em seu aniversário de 25 anos, RM doou ₩100 milhões (US$85.810,58) para a Escola Samsun de Seul para ajudar alunos com deficiência auditiva a receberem educação musical. Em dezembro de 2020, o Conselho de Artes da Coreia o nomeou um dos dez Patronos das Artes de 2020 em reconhecimento à sua doação de ₩100 milhões (US$84.726,68) ao Museu Nacional de Arte Moderna e Contemporânea para a impressão e distribuição de diversos livros de arte raros em escolas e bibliotecas de regiões rurais e montanhosas. Desde setembro de 2021, ele doou consecutivamente ₩100 milhões anualmente para a preservação e restauração de artefatos culturais no exterior, por meio da Administração do Patrimônio Cultural (CHA) e da Fundação do Patrimônio Cultural Internacional. Sua primeira doação, originalmente feita de forma privada, foi usada para o tratamento de um hwarot de propriedade do Museu de Arte do Condado de Los Angeles (LACMA) na época, enquanto sua doação de 2022 foi usada para a criação de um folheto de arte apresentando pinturas coreanas. Em setembro de 2023, ele doou ₩100 milhões (US$ 87.416,41) ao Serviço Forense Nacional da Coreia do Sul, para serem usados no desenvolvimento da ciência forense no país.

### Serviço militar
Em 22 de novembro de 2023, a Big Hit anunciou através do Weverse que RM, junto com os companheiros de grupo V, Jimin e Jungkook, haviam iniciado o processo de alistamento para cumprir o serviço militar obrigatório. Ele iniciou o serviço militar em 11 de dezembro, como soldado da ativa.

## Prêmios e indicações
| Premiação                  | Ano  | Categoria                         | Indicação                              | Resultado | Ref.   |
| -------------------------- | ---- | --------------------------------- | -------------------------------------- | --------- | ------ |
| The Fact Music Awards      | 2023 | Melhor Canção (Inverno)           | "Wild Flower"                          | Indicado  | [ 82 ] |
| The Fact Music Awards      | 2023 | Fan N Star Choice Award – Solista | RM                                     | Indicado  | [ 83 ] |
| Grammy Awards              | 2023 | Álbum do Ano                      | Music of the Spheres (como compositor) | Indicado  | [ 84 ] |
| Korean Hip-Hop Awards      | 2023 | Colaboração do Ano                | "Sexy Nukim" (com Balming Tiger)       | Venceu    | [ 85 ] |
| Korean Hip-Hop Awards      | 2023 | Videoclipe do Ano                 | "Sexy Nukim" (com Balming Tiger)       | Venceu    | [ 85 ] |
| Patrons of the Arts Awards | 2020 | Patrono das Artes do Ano          | Kim Nam-joon                           | Venceu    | [ 77 ] |
| Seoul Music Awards         | 2023 | Escolha dos Fãs do Ano – Abril    | RM                                     | Indicado  | [ 86 ] |

## Discografia
| Álbuns de estúdio - Indigo (2022) - Right Place, Wrong Person (2024) |  | Mixtapes - RM (2015) - Mono (2018) |

## Filmografia
| Ano  | Título                                      | Papel            | Episódio(s) | Nota(s)                          | Ref.          |
| ---- | ------------------------------------------- | ---------------- | ----------- | -------------------------------- | ------------- |
| 2014 | 4things Show – Rap Monster                  | Ele mesmo        | 3           | Documentário sobre Rap Monster   | [ 87 ]        |
| 2015 | Hot Brain: Problematic Men                  | Membro do elenco | 1–22        | Quiz / Programa de conhecimentos | [ 88 ] [ 89 ] |
| 2015 | Inkigayo                                    | Anfitrião        | —           | com Sungjae (BtoB)               | [ 90 ]        |
| 2016 | Close-up Observation Diary on Idol: Find Me | Ele mesmo        | 2           | Reality show sobre seu cotidiano | [ 91 ]        |
| 2016 | Gura-Chacha: Time Slip – New Boy            | Membro do elenco | Piloto      | Reality show                     | [ 92 ]        |
| 2016 | Inkigayo                                    | Anfitrião        | —           | com Jin, Kei & Mijoo (Lovelyz)   | [ 93 ]        |
| 2016 | Inkigayo                                    | Anfitrião        | —           | com Jin                          | [ 94 ]        |
| 2016 | KCON New York                               | Anfitrião        | —           | com Ailee                        | [ 95 ]        |
| 2017 | M Countdown                                 | Anfitrião        | —           | com J-Hope e Jimin               | [ 96 ]        |
| 2022 | The Dictionary of Useless Knowledge         | Anfitrião        | —           | com Jang Hang-jun                | [ 97 ]        |